# گوردون موری تی.۳۳
جی‌ام‌ای تی.۳۳ یا گوردون موری اتوموتیو تایپ ۳۳ (به انگلیسی: Gordon Murray Automotive Type 33) یک خودروی اسپورت است که توسط شرکت خودروسازی گوردون موری ساخته شده‌است. تی.۳۳ که توسط گوردون موری طراحی شده‌است، دومین مدل سازنده پس از ابرخودروی تی.۵۰ است.

## طراحی
ادعا می‌شود که طراحی جی‌ام‌ای تی.۳۳ از جی‌تی‌های بزرگ دهه ۱۹۶۰ الهام گرفته شده‌است، مانند فراری دینو و لامبورگینی میورا. موری از پیکربندی کوپه ۲ نفره برای تی.۳۳ استفاده کرد که بدنه آن کاملاً از فیبر کربن ساخته شده و بر روی یک قاب فیبر کربنی و آلومینیومی نصب شده‌است. تی.۳۳ دارای ظرفیت چمدان ۲۸۰ لیتر (۷۴ گالون آمریکایی)، بین یک صندوق عقب و دو محفظه جلوتر از چرخ‌های عقب تقسیم شده‌است.
تی.۳۳ از همان موتور کازوورث وی۱۲ با تی.۵۰ با ۳٫۹۹ لیتر (۲۴۳ اینچ مکعب) استفاده می‌کند. جابجایی و چهار سوپاپ در هر سیلندر نیرو می‌گیرد. تی.۳۳ توانایی ۶۱۵ اسب بخار (۴۵۹ کیلووات) را در ۱۰۵۰۰ دور در دقیقه و ۴۵۱ نیوتن متر (۳۳۳ پوند-فوت) گشتاور در ۹۵۰۰ دور در دقیقه دارد. نیرو از طریق یک جعبه‌دنده ۶ سرعته دستی استاندارد Xtrac به چرخ‌های عقب منتقل می‌شود.

## تولید
جی‌ام‌ای قصد دارد ۱۰۰ خودروی مشتری را در سایت ساری (انگلستان) بسازد. قیمت هر خودرویش از مالیات محلی ۱٫۳۷ میلیون پوند است.